# Савина (Љубно)
Савина (словен. Savina) је насељено место у општини Љубно, Савињска регија, Словенија.

## Историја
До територијалне реорганизације у Словенији била је у саставу старе општине Мозирје.

## Становништво
У попису становништва из 2011. године, Савина је имала 206 становника.
| Број становника према пописима | Број становника према пописима | Број становника према пописима |
| ------------------------------ | ------------------------------ | ------------------------------ |
| 1991                           | 2002                           | 2011                           |
| 437                            | 214                            | 206                            |

Напомена: Године 1992. умањено за део насеља који је припојен насељу Љубно об Савињи.